# Jezioro Wądzyńskie
Jezioro Wądzyńskie – jezioro w woj. kujawsko-pomorskim, w powiecie brodnickim, w gminie Bobrowo, leżące na terenie Pojezierza Brodnickiego. Północny brzeg jeziora stanowi granicę z gminą Jabłonowo Pomorskie.

## Dane morfometryczne
Powierzchnia zwierciadła wody według różnych źródeł wynosi od 163,5 ha do 170,4 ha.
Zwierciadło wody położone jest na wysokości 81,3 m n.p.m. lub 81,5 m n.p.m. Średnia głębokość jeziora wynosi 7,8 m, natomiast głębokość maksymalna 34,6 m.
W oparciu o badania przeprowadzone w 2003 roku wody jeziora zaliczono do II klasy czystości i II kategorii podatności na degradację.
W 1996 roku wody jeziora również zaliczono do wód III klasy czystości.